# Die Hormon-iums

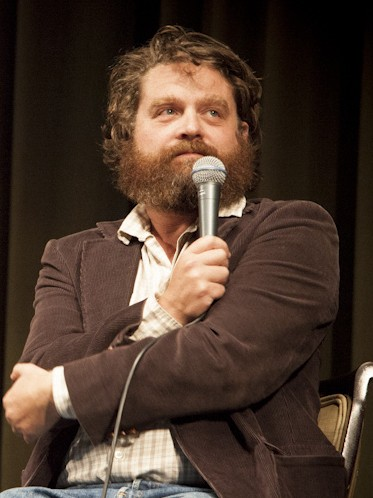
Zach Galifianakis (2012)

Die Hormon-iums (Originaltitel: The Hormone-iums) ist die 14. Folge der sechsten Staffel der US-amerikanischen animierten Fernsehserie Bob’s Burgers und die 102. Folge insgesamt. Sie wurde von Lizzie und Wendy Molyneux geschrieben, Regie führte Chris Song und die Musik stammt von Loren Bouchard und John Dylan Keith.
In dieser Episode wird Tina Belcher Solistin des Schulchores The Hormone-iums, während ihre Familie vergeblich versucht, Linda Belchers Geschäftsidee – Weinschuhe – zu vermarkten. Die Erstausstrahlung erfolgte am 17. April 2016 auf Fox, die deutschsprachige Erstausstrahlung am 4. Juni 2017 auf Comedy Central. Das Drehbuch dieser Folge wurde mit einem Annie Award ausgezeichnet.
Gastauftritte haben in der Originalversion Kevin Kline als Calvin Fischoeder, Zach Galifianakis als Felix Fischoeder, Bobby Tisdale als Zeke, David Herman als Mr. Frond, Samantha Shelton als Angela, Aziz Ansari als Darryl, Drew Droege als Adrian, Jenny Slate als Tammy Larsen, Tim Meadows als Mike, Andy Kindler als Mort und Jonathan Slavin als ein Schuhverkäufer.

## Handlung
Tina ist Teil des Schulchores The Hormone-iums, der während der Mittagspausen über verschiedene Aspekte der Pubertät singt. Als die Solistin Dottie Minerva an Pfeifferschem Drüsenfieber erkrankt, übernimmt Tina diese Rolle. Der Chor soll in der Schulaula über diese Krankheit singen, allerdings enthält das dazu geschriebene Lied die Aussagen, dass die Krankheit durch Küssen übertragen werde und dass man daran sterbe. Eine Vorschau des Stücks im Schulfernsehen wird dort so interpretiert, dass es schlecht sei, Tina zu küssen. Daher wird sie aus Jocelyns Geburtstagsfeier ausgeladen, auf der Flaschendrehen stattfinden soll. Da Mr. Frond ihr versprochen hat, dass sie dauerhaft Solistin sein darf, wenn sie ihre Rolle wie vorgegeben spielt, befindet sich Tina in einer Zwickmühle. Ihr Vater Bob macht ihr in einem Gespräch der beiden deutlich, dass sie allein für ihren Mund verantwortlich ist, und zwar, was sie sagt und wen sie küsst. Ihren Auftritt beendet sie daher mit einer Rede, in der sie erklärt, dass Pfeiffersches Drüsenfieber nicht durch Küssen übertragen werden kann und dass man daran in der Regel nicht stirbt. Deshalb ist sie nicht länger Solistin, Jocelyn lädt sie aber wieder zu ihrem Geburtstag ein. 
Währenddessen veranstaltet Linda im Restaurant eine Auktion mit Gegenständen, die dort von Gästen vergessen wurden. Ein Stöckelschuh wird allerdings erst dadurch verkauft, dass sie eine Weinflasche hinein stellt und sagt, dass es sich um einen Weinschuh handelt, der dazu dient, Wein zu präsentieren. Nachdem es mehrere Nachfragen nach Weinschuhen gibt, beschließt sie, weitere zu verkaufen. Die dazu benötigten Schuhe sind allerdings zu teuer, woraufhin ihre Tochter Louise die Idee hat, ihren Vermieter Calvin Fischoeder und dessen Bruder Felix als Sponsoren zu gewinnen. Um ihren die Geschäftsidee näher zu bringen, führen Linda, Bob, Louise und Gene ein kurzes von Aschenputtel inspiriertes Theaterstück auf, allerdings lehnen beide Brüder eine Beteiligung ab. Später erfährt Linda, dass ihre Idee bereits seit Jahren erfolgreich im Internet vermarktet wird.

## Rezeption
Alasdair Wilkins vom A.V. Club bewertete die Folge mit „B+“ und schrieb, dass diese Folge „mit den Dingen, die am bedeutungsvollsten für Tina sind, den zentralen Konflikt der Episode [darstellt], indem sie zwischen ihrem Wunsch Solistin zu sein und ihrem noch größeren Wunsch so viele Jungen wie möglich zu küssen abwägt. Dass sie das Gesicht von Mr. Fronds wie vorhersagbar verrückter Anti-Küssen-Kampagne wird, gibt Tinas Geschichte hier einen albtraumartigen Anstrich, die Folge schwenkt aber weg davon, sodass es nur darum geht, dass Tina durch dieses Chaos navigiert.“ Über die Nebenhandlung äußerte er sich darüber, dass „das Weinschuhgeschäft […] auch sehr lustig [ist] in Bezug darauf, wie es mit der Figurendynamik der Familie spielt. Insbesondere kann sich Louise von der Rolle als alberne Pläneschmiedin wegbewegen, alle ihre Ideen verraten den Fakt, dass sie, wie bekannt, neun ist, und sie bewegt sich hin zu einer besonnenen Planerin, als sie und Bob gleichermaßen erstaunt und genervt sind, als Linda es absolut nicht schafft, die Signifikanz der Fischoeders für ihr aufkeimendes Geschäft zu verstehen.“
Für das Drehbuch zu dieser Folge erhielten Lizzie und Wendy Molyneux einen Annie Award in der Kategorie Outstanding Achievement, Writing in an Animated TV/Broadcast Production.

## Weblink
- Die Hormon-iums bei IMDb